# 9032 Tanakami
9032 Tanakami (1989 WK4) là một tiểu hành tinh vành đai chính được phát hiện ngày 23 tháng 11 năm 1989 bởi T. Seki ở Geisei.